# 木下俊方
木下 俊方（きのした としかた）は、豊後国日出藩14代藩主。官位は従五位下、主計頭。幼名は豊丸、大作。

## 経歴
弘化3年（1846年）、将軍徳川家慶に拝謁する。弘化4年（1847年）8月16日、父の隠居により家督を継ぐ。しかし、生来から病弱だったため、藩政は隠居した父と家老たちによってなされた。同年12月、従五位下・主計頭に叙任する。嘉永7年（1854年）7月2日、江戸で死去し、跡を弟の俊程が継いだ。法号は賢良院。墓所は東京都港区高輪の泉岳寺。

## 系譜
父母
- 木下俊敦（父）
- 美佐 ー 側室（母）

正室
- 政 ー 稲垣長剛の娘

養子
- 木下俊程 ー 実弟